# Peribolos

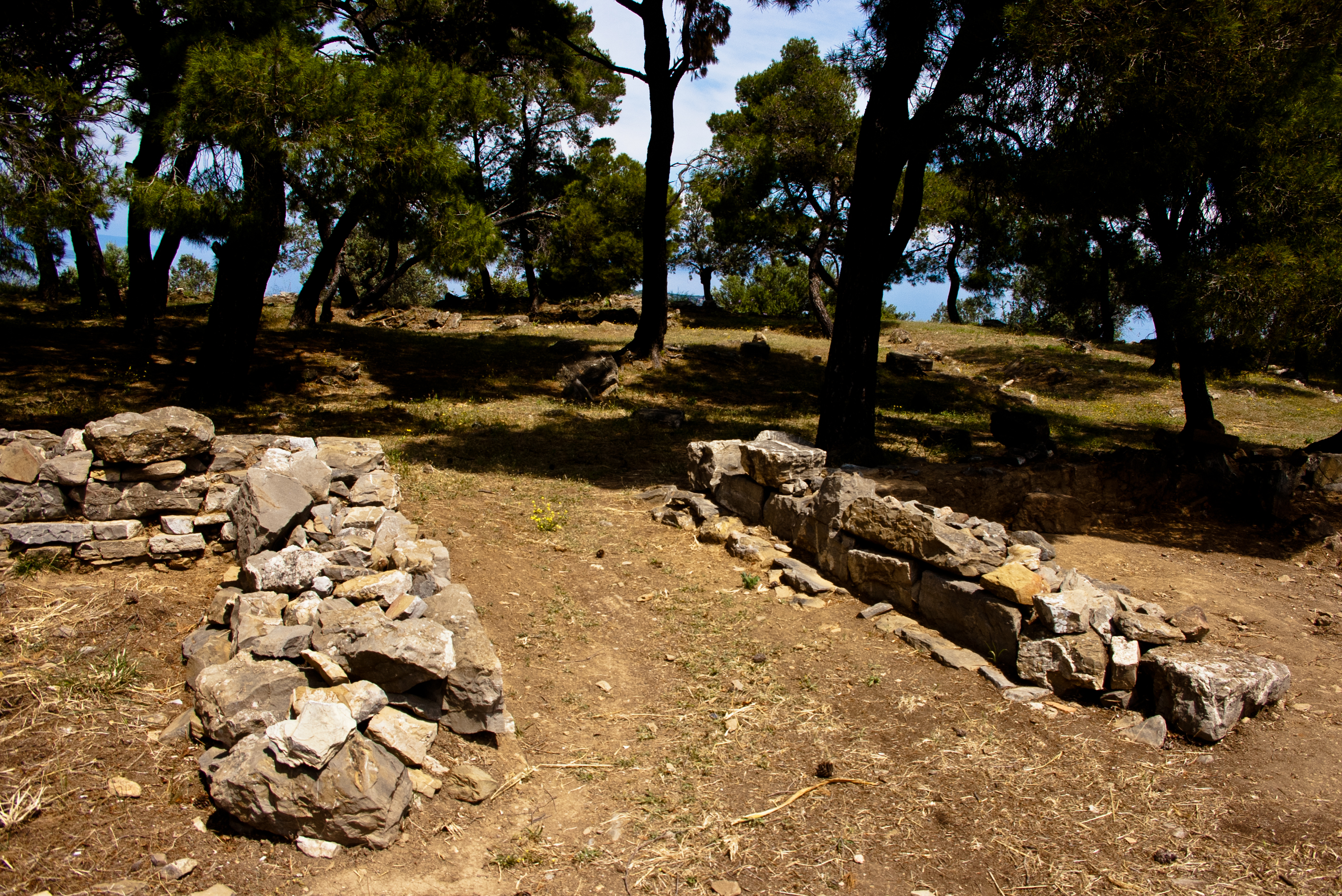
Overblijfselen van de ingang door de peribolos van de tempel van Poseidon in Kalaureia

Een peribolos (Oudgrieks: γύρω βόλος, voor omheining) of peribool is de muur of omheining die om een klassiek bouwwerk is gemaakt, zoals om Griekse tempels. De peribolos omsloot dan de temenos, de tempelplaats.
Ook latere bouwwerken, zoals de Romeinse tempels en veel vroegchristelijke bouwwerken, hadden een peribool.